# Agapostemon texanus
Agapostemon texanus är en biart som beskrevs av Cresson 1872. Agapostemon texanus ingår i släktet Agapostemon och familjen vägbin. Inga underarter finns listade i Catalogue of Life.